# Селесте Олимпика
Селесте Олимпика (исп. La Celeste Olímpica — «небесные олимпийцы») — сборная Уругвая по футболу 1923—1930 годов, наиболее титулованная команда в истории мирового футбола, выигравшая чемпионат мира, два олимпийских футбольных турнира и три континентальных первенства за время своего существования.
На крупнейших мировых соревнованиях осталась непобеждённой, обыграв все сборные, с которыми встречалась; всего же в официальных матчах на восьми топ-турнирах проиграла лишь три игры.
Основу команды составляли такие футболисты, как Хосе Назацци, Хосе Леандро Андраде, Эктор Скароне, Педро Петроне, Педро Сеа, Сантос Урдинаран и другие.

## Уругвайский футбол в 1920-х годах

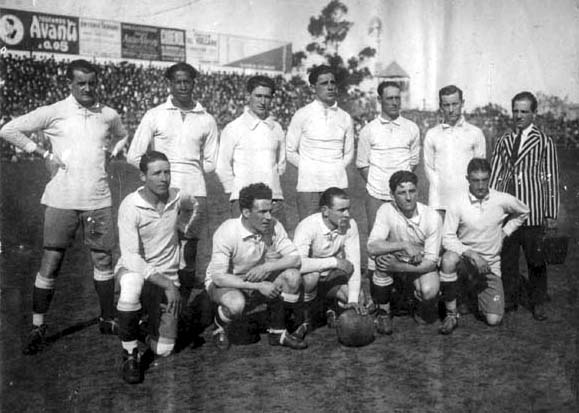
Уругвай-1923

К концу ХIХ — началу XX века Уругвай был наиболее развитой в экономическом отношении страной в Южной Америке (экспорт сельскохозяйственной продукции и торгово-посреднические операции обеспечили стране процветание в тот период; Уругвай называли «южноамериканской Швейцарией»). Тесные экономические связи с европейскими странами привели к раннему появлению футбола в Уругвае — с самого начала века сборная страны, наряду с Аргентиной и Бразилией, доминировала на континенте.
К началу 1920-х годов уругвайский футбол был любительским (как и практически везде за пределами Британских островов), но, как и в соседних Бразилии и Аргентине, быстро профессионализировался (в первую очередь это касалось клубов и их владельцев — они вели постоянные «войны» с федерациями стран за прибыли — в эти годы во всех трёх странах нередок был раскол в футболе). Однако практически все игроки имели «нефутбольные» профессии, которые были их основным источником дохода.
Разумеется, в этих условиях учебно-тренировочный процесс в клубах не мог быть хорошо поставлен; в сборной же он вообще отсутствовал в современном понимании: игроки, как правило, собирались вместе за день-два до матча или турнира; подбор их часто был случаен, игроки имели не лучшие кондиции и т. п. (характерен пример Мануэля Феррейры — лидера и капитана сборной Аргентины на чемпионате мира, которому понадобилось покинуть сборную в самый ответственный момент для сдачи экзамена). Вообще, игра в футбол тогда совершалась с большой оглядкой на основную сферу деятельности — порой игроки отказывались от участия в матчах или турнирах из-за невозможности оставить надолго основную работу.
Футболисты в Уругвае были такими же любителями, как и везде (так, например, будущему капитану «небесных олимпийцев» Назацци приходилось работать в мастерской по облицовке мрамором; по одной из версий узнав, что футбольная популярность позволила ему получить от влиятельных поклонников более престижную работу, он с размаху разбил изделие, над которым в тот момент работал, со словами «Наконец-то меня это не будет более „доставать“…»), однако в сборной условия были иными. Правительство и народ Уругвая были весьма патриотичны, всегда стремились достойно соперничать со своими несравненно более крупными (территориально и численно) соседями и со всем миром. В футболе это выражалось в том, что сборная на крупнейшие турниры собиралась задолго и в самом оптимальном составе и ей (и игрокам в отдельности) создавались комфортные условия для подготовки. Раньше многих других стран у сборной появились тренеры и специалисты; сборная готовилась на сборах длительное время (с жёсткой, надо отметить, дисциплиной — всем известен пример двукратного олимпийского чемпиона вратаря Андреса Масали, покинувшего сборы всего на одну ночь (по одной из версий, повидаться с семьёй) и безжалостно отчисленного из команды накануне чемпионата мира), ездила в длительные турне, проводила спарринги и т. д.
Становятся понятными причины, по которым уругвайцы достигли столь феноменальных успехов: наряду с появлением целого поколения весьма достойных футболистов они сумели создать из них отлично действующую машину, в плане подготовки и отладки которой дали пример мировому футболу вперёд на десятилетия.

## 1923 Чемпионат Южной Америки
Первым турниром, на котором сыграли будущие «небесные олимпийцы», стал домашний Чемпионат Южной Америки 1923 года. Именно на нем 4 ноября в матче с Парагваем под руководством тренера Леонардо Де Лукки впервые в официальном матче за сборную сыграли те футболисты, которые в дальнейшем составили костяк команды — Назацци, Андраде, Петроне, Сеа (Эктор Скароне уже довольно давно играл в сборной, Масали и Сантос Урдинаран находились в запасе).
Уверенно обыграв всех оппонентов, Селесте Олимпика завоевала свой первый титул. Педро Петроне стал лучшим бомбардиром турнира.
| 4 ноя 1 ЧЮА-23                                                                               |                             | 2:0     | Парагвай | Монтевидео                                               |
|                                                                                              | - Скароне 11′ - Петроне 87′ | (отчёт) |          | Стадион: «Парк Сентраль» Зрителей: 20 000 Судья: С.Перес |
| : Каселья - Назацци, Уриарте - Андраде, Видаль, Гьерра - Перес, Скароне, Петроне, Сеа, Сомма |                             |         |          |                                                          |

| 23 ноя 2 ЧЮА-23                                                                              |                         | 2:1     | Бразилия   | Монтевидео                                               |
|                                                                                              | - Петроне 58′ - Сеа 75′ | (отчёт) | - 59′ Нило | Стадион: «Парк Сентраль» Зрителей: 20 000 Судья: С.Перес |
| : Каселья - Назацци, Уриарте - Андраде, Видаль, Гьерра - Перес, Скароне, Петроне, Сеа, Сомма |                         |         |            |                                                          |

| 2 дек 3 ЧЮА-23                                                                               |                           | 2:0     | Аргентина | Монтевидео                                                  |
|                                                                                              | - Петроне 28′ - Сомма 88′ | (отчёт) |           | Стадион: «Парк Сентраль» Зрителей: 22 000 Судья: А.Карнейро |
| : Каселья - Назацци, Уриарте - Андраде, Видаль, Гьерра - Сомма, Скароне, Петроне, Сеа, Перес |                           |         |           |                                                             |

## 1924 Олимпиада в Париже

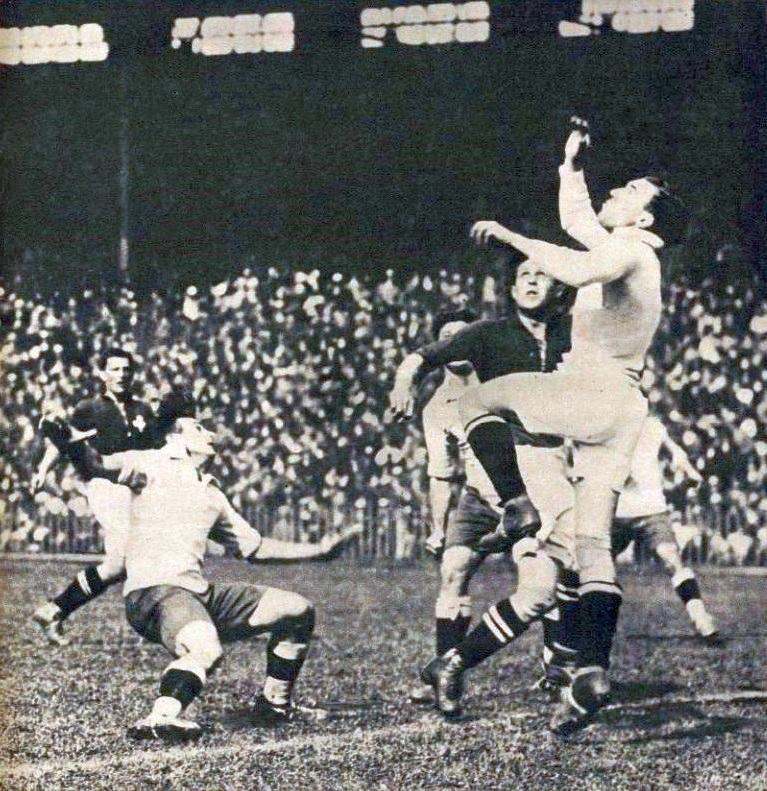
1924 Финал

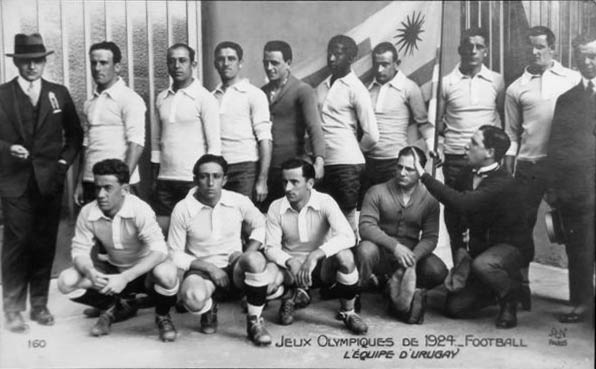
Уругвай 1924

В 1924 году команда во главе с тренером Эрнесто Фиголи отправилась на Олимпийские игры в Париже. Имея в составе 21 футболиста и персонал, сборная прибыла в Европу уже в начале апреля, почти за два (!) месяца до начала турнира, использовав их для подготовки и проведения контрольных игр (в частности, был дважды обыгран «Атлетик» из Бильбао, действующий обладатель Кубка Испании).
Одержав пять ярких побед (впрочем, достаточно серьёзное сопротивление в полуфинале оказала сборная Нидерландов) с разницей мячей 20:2, Селесте Олимпика произвела подлинный фурор, превратившись за две недели из команды, о которой никто не слышал, в победителя первенства мира (позднее ФИФА утвердила олимпийские футбольные турниры 1924 и 1928 в этом качестве). Игра уругвайцев была признана «волшебной»; но особенных похвал удостоились ставший лучшим бомбардиром турнира Петроне и поразивший всех изысканной техникой Андраде, два прохода с мячом которого через всё поле (жонглирование головой в игре с югославами и обыгрыш семи игроков, предшествовавший четвертому голу в матче с французами) стали легендой.
| 26 мая 4 ОИ-24 1/16 финала                                                                         |                                                                         | 7:0     | Югославия | Париж                                            |
| | - Видаль 20′ - Скароне 23′ - Петроне 35′ 61′ - Сеа 50′ 80′ - Романо 58′ | (отчёт) |           | Стадион: «Коломб» Зрителей: 3 000 Судья: Ж.Валла |
| : Масали - Назацци, Томассина - Андраде, Видаль, Гьерра - Урдинаран, Скароне, Петроне, Сеа, Романо |                                                                         |         |           |                                                  |

| 29 мая 5 ОИ-24 1/8 финала                                                                     |                                 | 3:0     | США | Париж                                                |
|                                                                                               | - Петроне 10′ 44′ - Скароне 15′ | (отчёт) |     | Стадион: «Бергейр» Зрителей: 11 000 Судья: Ш.Баретте |
| : Масали - Назацци, Ариспе - Андраде, Видаль, Томассина - Найя, Скароне, Петроне, Сеа, Романо |                                 |         |     |                                                      |

| 1 июн 6 ОИ-24                                                                              |                                                 | 5:1     | Франция        | Париж                                                  |
|                                                                                            | - Скароне 2′ 24′ - Петроне 58′ 68′ - Романо 83′ | (отчёт) | - 12′ П.Николя | Стадион: «Коломб» Зрителей: 31 000 Судья: П.Д.Андерсен |
| : Масали - Назацци, Ариспе - Андраде, Зибечи, Гьерра - Найя, Скароне, Петроне, Сеа, Романо |                                                 |         |                |                                                        |

| 6 июн 7 ОИ-24 1/2 финала                                                                        |                                | 2:1     | Нидерланды | Париж                                             |
|                                                                                                 | - Сеа 62′ - Скароне 81′ (пен.) | (отчёт) | - 32′ Пейл | Стадион: «Коломб» Зрителей: 40 000 Судья: Ж.Валла |
| : Масали - Назацци, Ариспе - Андраде, Видаль, Гьерра - Урдинаран, Скароне, Петроне, Сеа, Романо |                                |         |            |                                                   |

| 9 июн 8 ОИ-24 финал                                                                                |                                     | 3:0     | Швейцария | Париж                                              |
| | - Петроне 9′ - Сеа 65′ - Романо 82′ | (отчёт) |           | Стадион: «Коломб» Зрителей: 41 000 Судья: М.Славик |
| : Масали - Назацци, Томассина - Андраде, Видаль, Гьерра - Урдинаран, Скароне, Петроне, Сеа, Романо |                                     |         |           |                                                    |

## 1924 Чемпионат Южной Америки
Победу на Олимпиаде Селесте Олимпика подкрепила победой на очередном домашнем континентальном первенстве. Команды Чили и Парагвая были уверенно обыграны (при этом серия из побед подряд на топ-турнирах была доведена до десяти), а вот сборную Аргентины победить не удалось. Тем не менее, ничья аргентинцев в стартовом матче с Парагваем позволила сборной Уругвая во второй раз подряд победить в чемпионате.
Состав сборной был практически идентичен олимпийскому (но тренером на этот раз был Эрнесто Мелианте); Педро Петроне вновь стал лучшим бомбардиром турнира.
| 19 окт 9 ЧЮА-24                                                                                  |                                                  | 5:0     | Чили | Монтевидео                                             |
|                                                                                                  | - Петроне 40′ 53′ 88′ - Зингоне 73′ - Романо 78′ | (отчёт) |      | Стадион: «Парк Сентраль» Зрителей: 15 000 Судья: П.Яра |
| : Масали - Назацци, Ариспе - Бусетта, Зингоне, Гьерра - Урдинаран, Скароне, Петроне, Сеа, Романо |                                                  |         |      |                                                        |

| 26 окт 10 ЧЮА-24                                                                                    |                                      | 3:1     | Парагвай          | Монтевидео                                                |
| | - Петроне 28′ - Романо 37′ - Сеа 53′ | (отчёт) | - 77′ Урбита Соса | Стадион: «Парк Сентраль» Зрителей: 14 000 Судья: А.Пароди |
| : Масали - Назацци, Ариспе - Альсугарай, Зингоне, Гьерра - Урдинаран, Скароне, Петроне, Сеа, Романо |                                      |         |                   |                                                           |

| 2 ноя 11 ЧЮА-24                                                                                      |  | 0:0     | Аргентина | Монтевидео                                               |
| |  | (отчёт) |           | Стадион: «Парк Сентраль» Зрителей: 20 000 Судья: К.Фанта |
| : Масали - Назацци, Ариспе - Альсугарай, Зингоне, Гьерра - Урдинаран, Барлокко, Петроне, Сеа, Романо |  |         |           |                                                          |

## 1925 Турне «Насьоналя»

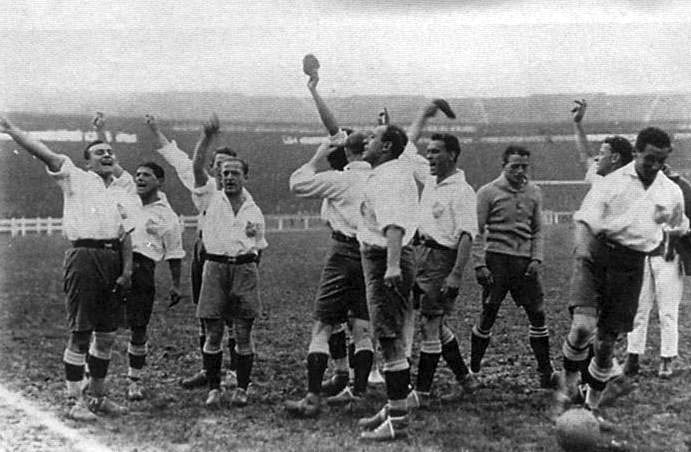
«Насьональ» в Париже во время турне-1925

В 1925 году в чемпионат страны был сорван (ввиду соперничества между двумя конкурирующими организациями, претендующими на руководящую роль в уругвайском футболе — Ассоциацией футбола Уругвая, признанной ФИФА, и Федерацией футбола Уругвая; каждую из которых поддерживал ряд клубов). Ввиду этого, один из лидеров уругвайского футбола — «Насьональ», в составе которого выступали семь олимпийских чемпионов, усилившись игроками других клубов (еще четыре олимпийца — фактически вся сборная, победившая годом ранее на Олимпиаде), совершил длительное шестимесячное турне по Европе, сыграв 38 матчей против европейских команд, победив в 26 из них и уступив лишь в пяти.
Турне имело большой спортивный и коммерческий успех и немало способствовало ещё большему усилению авторитета уругвайского футбола в мире.
«Насьональ» обыграл ряд сильных команд: «Дженоа», «Рапид» Вена, сборные Брюсселя, Роттердама, Австрии, Каталонии, Бельгии и Швейцарии. Из неудач принципиальное значение имели лишь поражение от пражской «Спарты» (0:1) и, совершенно неожиданно, от скромной «Европы» из Барселоны (дважды по 0:1 и ничья 1:1).

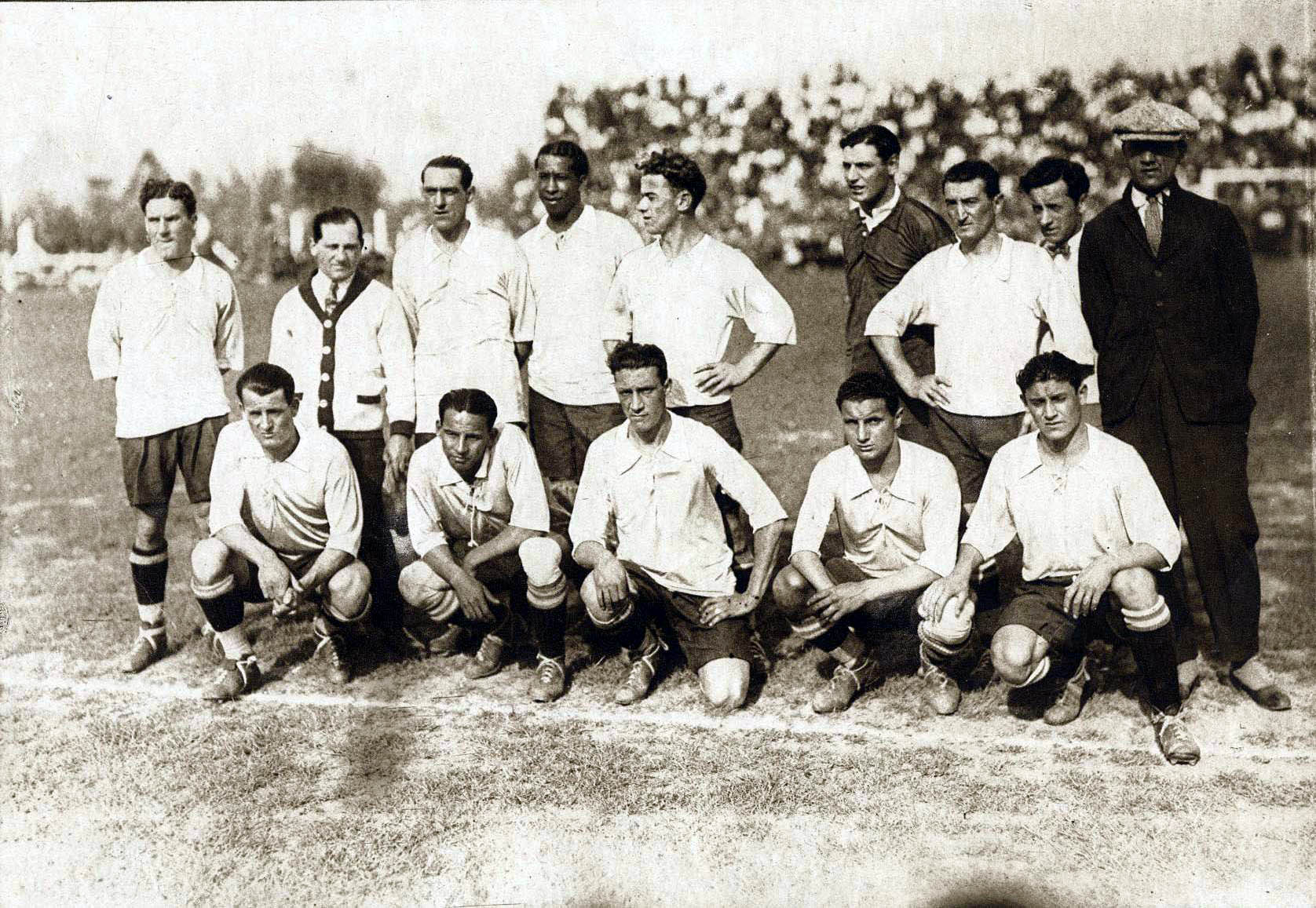
Сборная Уругвая 1926 года

## 1926 Чемпионат Южной Америки
К 1926 году раскол в уругвайском футболе был преодолён, команды «Пеньяроль» и «Уондерерс», ранее выступавшие под эгидой Федерации футбола Уругвая (организации, альтернативной признанной ФИФА Ассоциации футбола Уругвая), вновь вернулись в официальный чемпионат; игроки этих клубов смогли выступать за сборную, и она пополнилась Лоренцо Фернандесом и Рене Борхасом, заменившем на этом турнире в центре нападения Петроне. Также на турнире дебютировал Эктор Кастро из «Насьоналя». Тренером вновь был назначен Эрнесто Фиголи.
Именно благодаря голам Кастро и Борхаса «небесные олимпийцы» сумели в ключевом матче победить извечных соперников аргентинцев и в третий раз подряд стать чемпионами Южной Америки. Победы над остальными соперниками оказались нетрудными; в матче с Боливией Эктор Скароне сотворил пента-трик, установив рекорд Кубков Америки по числу голов в одном матче.
| 18 окт 12 ЧЮА-26                                                                                               |                                         | 3:1     | Чили                  | Сантьяго                                               |
| | - Борхас 14′ - Кастро 40′ - Скароне 56′ | (отчёт) | - 65′ (пен.) Субиабре | Стадион: «Нуньоа» Зрителей: 13 000 Судья: П.Х.Мальбран |
| : Батиньяни - Назацци, Рекоба - Андраде, Фернандес, Ванццино - Урдинаран, Скароне, Борхас, Кастро, Сальдомбиде |                                         |         |                       |                                                        |

| 24 окт 13 ЧЮА-26                                                                                               |                           | 2:0     | Аргентина | Сантьяго                                          |
| | - Борхас 41′ - Кастро 48′ | (отчёт) |           | Стадион: «Нуньоа» Зрителей: 15 000 Судья: М.Барба |
| : Батиньяни - Назацци, Рекоба - Андраде, Фернандес, Ванццино - Урдинаран, Скароне, Борхас, Кастро, Сальдомбиде |                           |         |           |                                                   |

| 28 окт 14 ЧЮА-26                                                                                              |                                            | 6:0     | Боливия | Сантьяго                                             |
| | - Скароне 26′ 29′ 30′ 51′ 58′ - Романо 56′ | (отчёт) |         | Стадион: «Нуньоа» Зрителей: 8 000 Судья: Х.П.Барбера |
| : Батиньяни - Назацци, Рекоба - Гьерра, Фернандес, Ванццино - Урдинаран, Скароне, Кастро, Романо, Сальдомбиде |                                            |         |         |                                                      |

| 1 ноя 15 ЧЮА-26                                                                                                |                                                       | 6:1     | Парагвай                   | Сантьяго                                               |
| | - Кастро 17′ 22′ 37′ 79′ - Сальдомбиде 65′ (пен.) 83′ | (отчёт) | - 58′ (пен.) Флейтас Солич | Стадион: «Нуньоа» Зрителей: 12 000 Судья: Х.Ливингстон |
| : Батиньяни - Назацци, Рекоба - Андраде, Фернандес, Ванццино - Урдинаран, Скароне, Кастро, Романо, Сальдомбиде |                                                       |         |                            |                                                        |

## 1927 Чемпионат Южной Америки
На очередном континентальном первенстве новый тренер Луис Грекко ввел в состав значительное число игроков «Пеньяроля» и «Уондерерс» (Мигель Капуччини, Доминго Техера, Хуан Арремон, Роберто Фигероа и др.), потеснивших представителей «Насьоналя» в сборной. Назацци, Сеа и Урдинаран пропускали турнир, Скароне и Петроне начали его на скамейке запасных, Масали второй турнир проводил запасным вратарём. Затеянная реорганизация не принесла особых успехов: сборная Аргентины с Монти, Феррейрой, Сеоане и Орси в составе сумела наконец обыграть Селесте Олимпика в решающем матче, прервав беспроигрышную серию последней из 17 матчей на топ-турнирах.
Роберто Фигероа стал лучшим бомбардиром чемпионата. В матче с Боливией уругвайцы одержали самую крупную победу в своей истории.
| 1 ноя 16 ЧЮА-27                                                                                            |                                            | 4:0     | Перу | Лима                                                 |
| | - Фигероа 49′ - Сакко 52′ 71′ - Кастро 75′ | (отчёт) |      | Стадион: «Насьональ» Зрителей: 22 000 Судья: К.Фойно |
| : Капуччини - Канавесси, Техера - Андраде, Фернандес, Ванццино - Арремон, Сакко, Кастро, Ансельмо, Фигероа |                                            |         |      |                                                      |

| 6 ноя 17 ЧЮА-27                                                                                           |                                                                                      | 9:0     | Боливия | Лима                                                  |
| | - Петроне 18′ 65′ 81′ - Фигероа 19′ 67′ 69′ - Арремон 43′ - Кастро 68′ - Скароне 86′ | (отчёт) |         | Стадион: «Насьональ» Зрителей: 6 000 Судья: Б.Фуэнтес |
| : Капуччини - Техера, Бусетта - Андраде, Фернандес, Ванццино - Арремон, Скароне, Петроне, Кастро, Фигероа |                                                                                      |         |         |                                                       |

| 20 ноя 18 ЧЮА-27                                                                                            |                          | 2:3     | Аргентина                                                  | Лима                                                  |
| | - Скароне 33′ 79′ (пен.) | (отчёт) | - 55′ (пен.) Реканаттини - 70′ Луна - 88′ (авт.) Канавесси | Стадион: «Насьональ» Зрителей: 26 000 Судья: Д.Тёрнер |
| : Капуччини - Канавесси, Техера - Андраде, Фернандес, Ванццино - Арремон, Скароне, Петроне, Кастро, Фигероа |                          |         |                                                            |                                                       |

## 1928 Олимпиада в Амстердаме

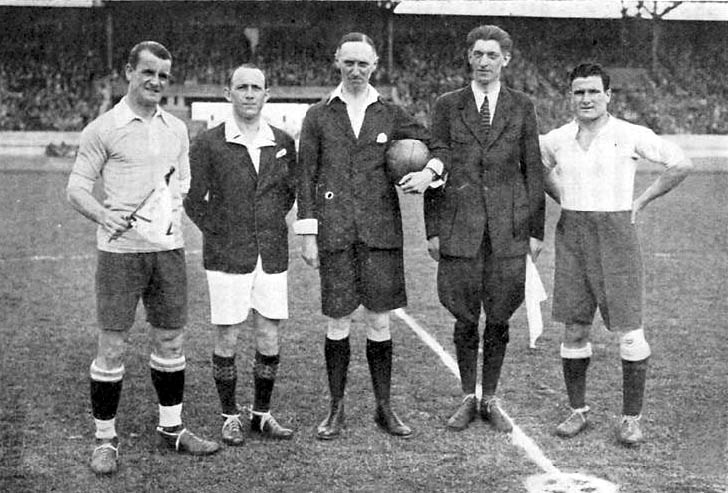
Капитаны сборных Уругвая и Аргентины Хосе Назацци и Мануэль Феррейра, а также арбитры перед финальным матчем Олимпийских игр.

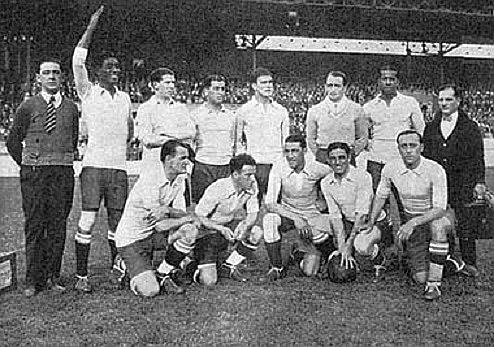
Уругвай — 1928

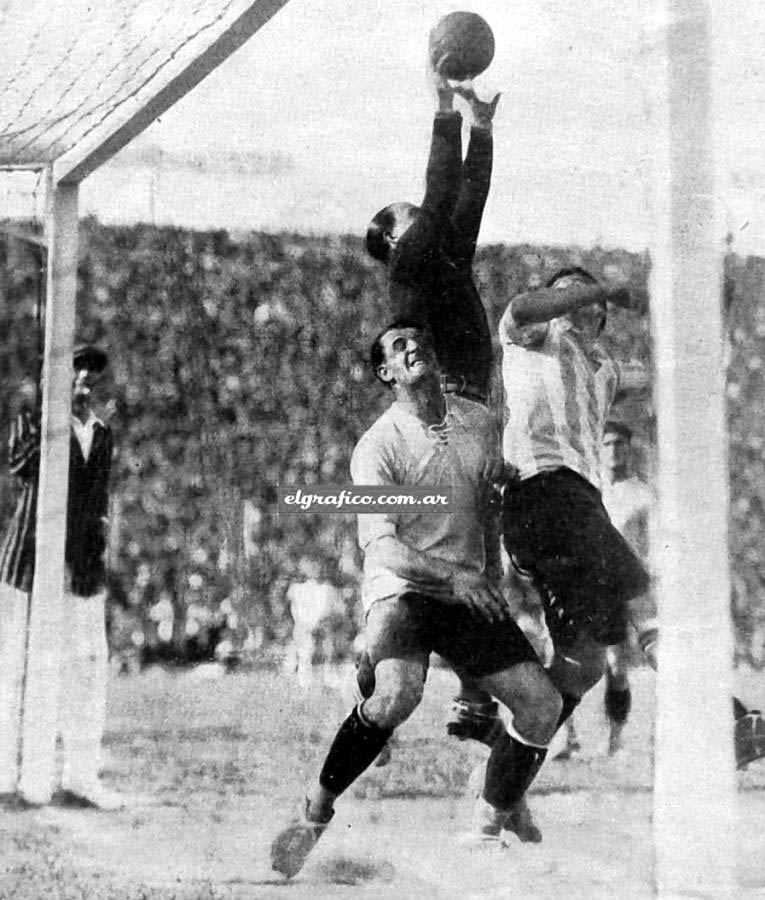
1929 Аргентина — Уругвай

В Амстердам отправилась сборная в составе 23 футболистов во главе с тренером Примо Джанотти. На этот раз были собраны все сильнейшие, в том числе восемь победителей предыдущей Олимпиады. Сборная усиленно готовилась и сыгрывалась: на каждое игровое место имелось минимум по два практически равноценных игрока — это оказалось решающим фактором в ходе турнира. В Европу команда прибыла за месяц до начала турнира и провела несколько контрольных матчей.
Путь к финалу по турнирной сетке оказался для Селесте Олимпика очень непростым: хозяева турнира, затем сборная Германии, предложившая очень жесткую игру, и, наконец, сборная Италии, обладавшая, как минимум, не худшим подбором игроков (Комби, Розетта, Калигарис, Скьявио, Балончери и др.). В обоих финальных матчах аргентинцы имели существенное преимущество, но чёткая выдержанная игра в обороне, возможность широкой ротации состава, соревновательный командный опыт, подсказавший моменты, когда необходимо взвинтить темп на 10-20 минут и настойчиво атаковать найденную слабость в обороне противника (травма или усталость игрока) принесли свои плоды. Этот характерный стиль унаследовали все уругвайские сборные.
Форварды итальянцев и аргентинцев забили полсотни мячей за турнир, но лучшим игроком Олимпиады был признан защитник Хосе Назацци.
| 30 мая 19 ОИ-28 1/8 финала                                                                          |                               | 2:0     | Нидерланды | Амстердам                                                  |
| | - Скароне 20′ - Урдинаран 86′ | (отчёт) |            | Стадион: «Олимпийский» Зрителей: 28 000 Судья: Дж.Лангенус |
| : Масали - Назацци, Ариспе - Андраде, Фернандес, Хестидо - Урдинаран, Скароне, Борхас, Сеа, Арремон |                               |         |            |                                                            |

| 3 июн 20 ОИ-28 1/4 финала                                                                             |                                    | 4:1     | Германия        | Амстердам                                                    |
| | - Петроне 35′ 39′ 84′ - Кастро 63′ | (отчёт) | - 81′ Р.Хофманн | Стадион: «Олимпийский» Зрителей: 26 000 Судья: Юссуф Мохамед |
| : Масали - Назацци 87', Ариспе - Пирис, Фернандес, Хестидо - Урдинаран, Кастро, Петроне, Сеа, Камполо |                                    |         |                 |                                                              |

| 7 июн 21 ОИ-28 1/2 финала                                                                              |                                       | 3:2     | Италия                        | Амстердам                                               |
| | - Сеа 17′ - Камполо 28′ - Скароне 31′ | (отчёт) | - 9′ Балончери - 60′ Левратто | Стадион: «Олимпийский» Зрителей: 16 000 Судья: В.Эймерс |
| : Масали - Канавесси, Ариспе - Андраде, Фернандес, Хестидо - Урдинаран, Скароне, Петроне, Сеа, Камполо |                                       |         |                               |                                                         |

| 10 июн 22 ОИ-28 финал                                                                               |               | 1:1 (от) | Аргентина      | Амстердам                                                |
| | - Петроне 23′ | (отчёт)  | - 50′ Феррейра | Стадион: «Олимпийский» Зрителей: 29 000 Судья: Й.Муттерс |
| : Масали - Назацци, Ариспе - Андраде, Фернандес, Хестидо - Урдинаран, Кастро, Петроне, Сеа, Камполо |               |          |                |                                                          |

| 13 июн 23 ОИ-28 финал                                                                         |                             | 2:1     | Аргентина   | Амстердам                                                |
|                                                                                               | - Фигероа 17′ - Скароне 28′ | (отчёт) | - 50′ Монти | Стадион: «Олимпийский» Зрителей: 29 000 Судья: Й.Муттерс |
| : Масали - Назацци, Ариспе - Андраде, Пирис, Хестидо - Арремон, Скароне, Борхас, Сеа, Фигероа |                             |         |             |                                                          |

## 1929 Чемпионат Южной Америки

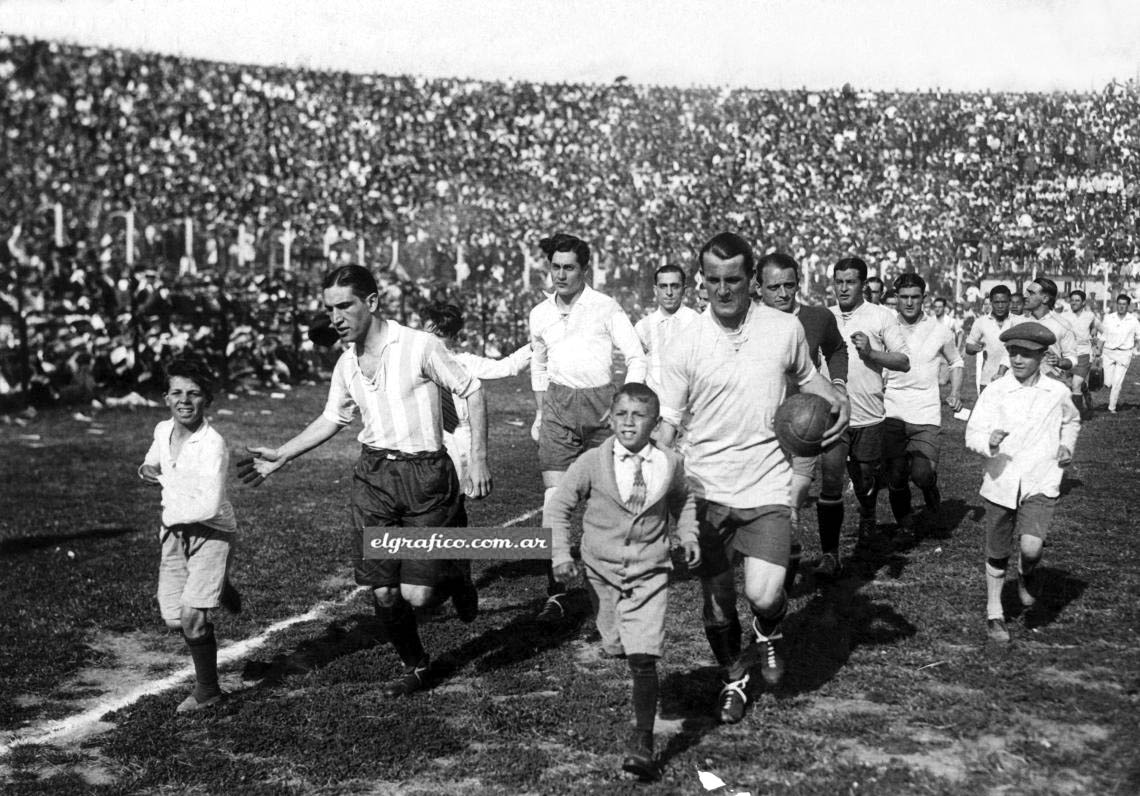
1929 Аргентина — Уругвай

На первенство континента в Буэнос-Айрес тренер Альберто Суппичи привёз сильнейший (по именам) состав, включавший семь двукратных «небесных олимпийцев» и лишь трёх дебютантов. Тем более сенсационным оказался разгром, который устроили парагвайцы в первом же матче турнира — 0:3. Проиграв в заключительном матче в присутствии рекордных 60 000 зрителей и сборной Аргентины, Селесте Олимпика заняла непривычное для себя третье место.
Звёздная по именам атака оказалась совершенно недееспособна, несмотря на постоянную ротацию состава (симптоматично, что все голы забили номинальные полузащитники).
Причины столь неудачного выступления кроются, возможно, помимо чисто футбольных причин и просчётов в подготовке, и в потере мотивации после многих побед.
| 1 ноя 24 ЧЮА-29                                                                                 |  | 0:3     | Парагвай                              | Буэнос-Айрес                                       |
|                                                                                                 |  | (отчёт) | - 16′ 86′ А.Гонсалес - 55′ Д.Домингес | Стадион: «Альвеар» Зрителей: 40 000 Судья: Х.Галли |
| : Масали - Бусетта, Ариспе - Андраде, Сильва, Магальянес - Пирис, Кастро, Петроне, Сеа, Камполо |  |         |                                       |                                                    |

| 11 ноя 25 ЧЮА-29                                                                                      |                                       | 4:1     | Перу          | Буэнос-Айрес                                       |
| | - Фернандес 21′ 29′ 43′ - Андраде 69′ | (отчёт) | - 81′ Лисарбе | Стадион: «Альвеар» Зрителей: 22 000 Судья: М.Барба |
| : Масали - Назацци, Ариспе - Андраде, Сильва, Магальянес - Арремон, Пирис, Фернандес, Кастро, Камполо |                                       |         |               |                                                    |

| 17 ноя 26 ЧЮА-29                                                                               |  | 0:2     | Аргентина                       | Буэнос-Айрес                                         |
|                                                                                                |  | (отчёт) | - 14′ Феррейра - 77′ М.Эваристо | Стадион: «Гасометро» Зрителей: 60 000 Судья: М.Барба |
| : Масали - Назацци, Ариспе - Сильва, Фернандес, Хестидо - Пирис, Скароне, Кастро, Сеа, Камполо |  |         |                                 |                                                      |

## 1930 Чемпионат мира

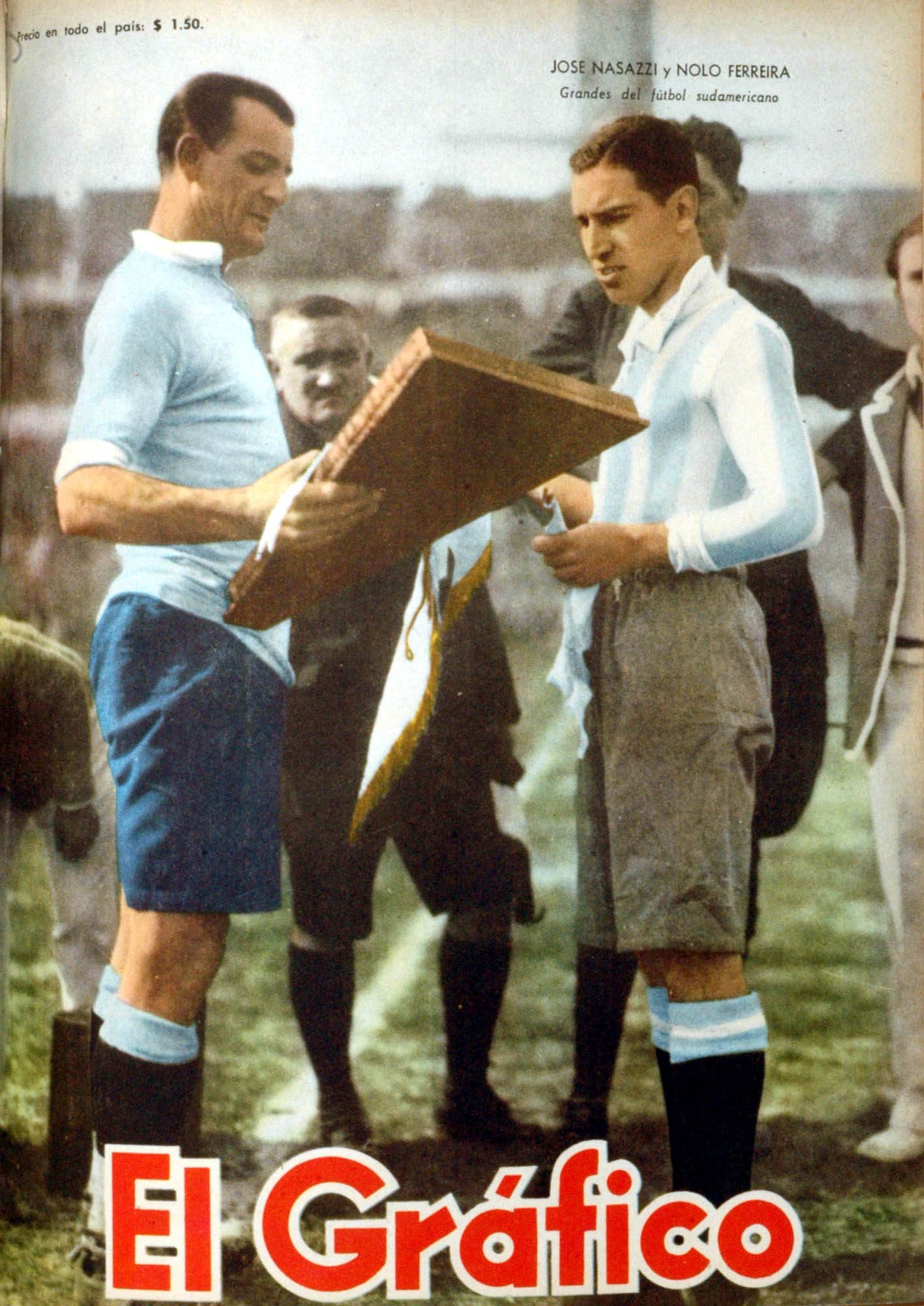

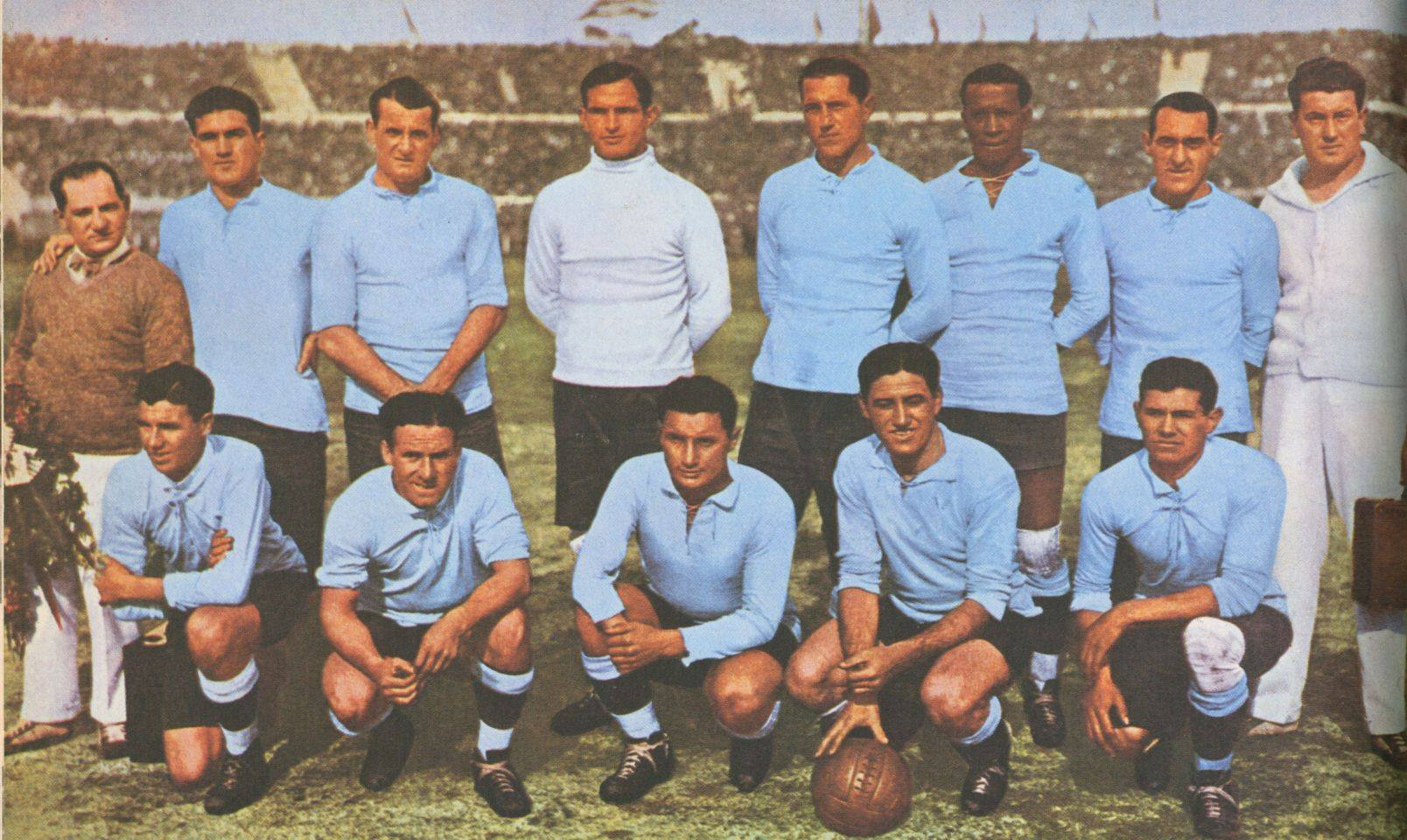
Уругвай-1930

Подготовку к первому домашнему чемпионату мира уругвайцы провели образцово, проведя месяц на сборах в условиях жёсткого тренировочного режима. В заявке все еще находились шесть двукратных олимпийских чемпионов, пять из них были включены в состав на первый матч. Результаты игры с Перу не удовлетворили никого, поэтому тренер Альберто Суппичи смело ввёл в дело свежие силы, не считаясь с авторитетами. Уже во втором матче хорошо заиграли края, в центровой тройке ветераны Скароне и Сеа неплохо взаимодействовали с Ансельмо (и с заменившим его в финале ввиду травмы Кастро). Уверенно обыграв румын и в полуфинале югославов (испытывая поначалу определённые проблемы, но затем в пользу хозяев обернулось несколько эксцентричное судейство бразильца Регу), Селесте Олимпика в своём заключительном матче встретилась в очередном ла-платском дерби с Аргентиной. Уступив в первой половине, во второй команда сумела сконцентрироваться, определить слабости в обороне противника (по признанию уругвайцев, правый защитник Делла Торре был слабым звеном в аргентинской обороне) и одержать победу.
Таким образом, Селесте Олимпика выиграла третье подряд первенство мира (теперь и официальное) — этот рекорд не побит до сих пор. Шестеро игроков этой команды участвовали во всех турнирах, а Назацци, Андраде, Скароне и Сеа — во всех победных финалах.
| 18 июл 27 ЧМ-30 Группа «С»                                                                               |              | 1:0     | Перу | Монтевидео                                                |
| | - Кастро 60′ | (отчёт) |      | Стадион: «Сентенарио» Зрителей: 58 000 Судья: Дж.Лангенус |
| : Бальестреро - Назацци, Техера - Андраде, Фернандес, Хестидо - Урдинаран, Кастро, Петроне, Сеа, Ириарте |              |         |      |                                                           |

| 21 июл 28 ЧМ-30 Группа «С»                                                                                 |                                                    | 4:0     | Румыния | Монтевидео                                           |
| | - Дорадо 7′ - Скароне 24′ - Ансельмо 30′ - Сеа 35′ | (отчёт) |         | Стадион: «Сентенарио» Зрителей: 70 000 Судья: Ж.Регу |
| : Бальестреро - Назацци, Маскерони - Андраде, Фернандес, Хестидо - Дорадо, Скароне, Ансельмо, Сеа, Ириарте |                                                    |         |         |                                                      |

| 27 июл 29 ЧМ-30 1/2 финала                                                                                 |                                                    | 6:1     | Югославия       | Монтевидео                                           |
| | - Сеа 18′ 67′ 72′ - Ансельмо 20′ 31′ - Ириарте 61′ | (отчёт) | - 4′ Вуядинович | Стадион: «Сентенарио» Зрителей: 80 000 Судья: Ж.Регу |
| : Бальестреро - Назацци, Маскерони - Андраде, Фернандес, Хестидо - Дорадо, Скароне, Ансельмо, Сеа, Ириарте |                                                    |         |                 |                                                      |

| 30 июл 30 ЧМ-30 финал                                                                                    |                                                   | 4:2     | Аргентина                    | Монтевидео                                                |
| | - Дорадо 12′ - Сеа 57′ - Ириарте 68′ - Кастро 89′ | (отчёт) | - 20′ Пеуселье - 37′ Стабиле | Стадион: «Сентенарио» Зрителей: 93 000 Судья: Дж.Лангенус |
| : Бальестреро - Назацци, Маскерони - Андраде, Фернандес, Хестидо - Дорадо, Скароне, Кастро, Сеа, Ириарте |                                                   |         |                              |                                                           |

## Общая статистика

### Баланс матчей
Всего игр 30 — 25 побед 2 ничьих 3 поражения разница мячей 97:23

### Игроки
Всего выступали 44 футболиста:
- Вратари — Андрес Масали (4 турнира, 16 игр); Педро Каселья (1, 3), Мигель Капуччини (1, 3), Фаусто Батиньяни (1, 4), Энрике Бальестерос (1, 4);
- Правые защитники — Хосе Назацци (7 турниров, 25 игр); Адемар Канавесси (2, 3), Рамон Бусетта (3, 3)[10];
- Левые защитники — Педро Ариспе (4 турнира, 14 игр); Доминго Техера (2, 4), Эмилио Рекоба (1, 4), Фермин Уриарте (1, 3), Умберто Томассина (1, 3), Эрнесто Маскерони (1, 3);
- Правые полузащитники — Хосе Леандро Андраде (7 турниров, 24 игры); Хуан Карлос Альсугарай (1, 2);
- Центральные полузащитники — Лоренсо Фернандес (5 турниров, 17 игр); Хосе Видаль (2, 7), Педро Зингоне (1, 3), Гильдеон Сильва (1, 3);
- Левые полузащитники — Альфредо Гьерра (4 турнира, 11 игр); Альваро Хестидо (3, 10), Хосе Ванццино (2, 7), Кондуэло Пирис[11] (2, 5), Хосе Магальянес (1, 2);
- Правые крайние нападающие — Сантос Урдинаран (5 турниров, 15 игр); Хуан Педро Арремон (4, 6), Ладислао Перес (1, 3), Пабло Дорадо (1, 3), Хосе Найя (1, 2);
- Правые инсайды — Эктор Скароне (8 турниров, 23 игры); Анхель Барлокко (1, 1), Антонио Сакко (1, 1);
- Центрфорварды — Педро Петроне (7 турниров, 18 игр); Рене Борхас (2, 4), Хуан Ансельмо (2, 3);
- Левые инсайды — Педро Сеа (8 турниров, 22 игры); Эктор Кастро (5 турниров, 14 игр)[12];
- Левые крайние нападающие — Анхель Романо (3 турнира, 10 игр); Антонио Камполо (2, 6), Роберто Фигероа (2, 4), Сантос Ириарте (1, 4), Сойло Сальдомбиде (1, 4), Паскуаль Сомма (1, 3);

### Голы[13]
21 — Петроне; 19 — Скароне; 12 — Сеа; 11 — Кастро; 6 — Романо;

### Рекорды
- Единственная команда, трижды подряд побеждавшая на мировых первенствах[4];
- Крупнейшая беспроигрышная серия на мировых первенствах (14 матчей, не прервана);
  - Серия продолжена другой знаменитой сборной Уругвая в 1950 - 1954 годах (с Обдулио Варелой, Скьяффино, Мигесом и др.) и доведена до 21 матча; прервана 30 июня 1954 в матче с венгерской «Араньчапат», ставшей первой неюжноамериканской сборной, победившей Селесте. Во время серии были побеждены все сборные, когда-либо выигрывавшие чемпионаты мира (за исключением Испании), и все сборные, когда-либо игравшие в финале[14] (за исключением, разумеется, сборной Венгрии); всего серия продлилась более 30 лет;
- Шесть футболистов Селесте Олимпика трижды побеждали в мировых первенствах: Хосе Назацци, Хосе Леандро Андраде, Эктор Скароне, Педро Сеа (участники трёх победных финалов), а также Педро Петроне и Сантос Урдинаран. Еще пять футболистов выигрывали дважды: Андрес Масали, Педро Ариспе, Лоренсо Фернандес, Альваро Хестидо, Эктор Кастро;
- Хосе Назацци, Эктор Скароне и Анхель Романо выиграли за карьеру по 7 титулов (включая континентальные первенства);
- Эктор Скароне забил на топ-турнирах (Олимпийских играх, приравненных ФИФА к первенствам мира; чемпионате мира, чемпионатах Южной Америки) с 1917 по 1930 годы 22 мяча, что является лучшим результатом в XX веке (результат повторён Адемиром в 1956 году, забившем также 13 мячей на чемпионатах Южной Америки и 9 на чемпионате мира 1950, но окончательно такой результат стал известен лишь в 2006 году, когда ФИФА официально утвердила авторство Адемира для двух спорных мячей в ворота Испании на чемпионате мира[15]). Пеле, Герд Мюллер, Платини забили на топ-турнирах меньше; Роберт Чарльтон, Марадона, Кройфф — меньше в несколько раз. Только в 2002 году Габриэль Батистута забил на мяч больше, а текущим рекордсменом стал в 2006 году Роналдо — 25 мячей. Необходимо отметить, что и Педро Петроне забил 21 гол;
- Победа 9:0 над Боливией 6 ноября 1927 года стала крупнейшей в истории Селесте[16];
- Пента-трик Эктора Скароне 28 октября 1926 года в ворота тех же боливийцев является рекордом Селесте по числу мячей, забитых одним игроком за матч[17];
- Педро Петроне забил три хет-трика, что также является рекордом сборной[17];